# گنکی میتانی
گنکی میتانی (انگلیسی: Genki Mitani؛ زادهٔ ۱۲ ژوئن ۱۹۹۰) بازیکن هاکی روی چمن اهل ژاپن است.